# Gymnoscelis tenebrata
Gymnoscelis tenebrata là một loài bướm đêm trong họ Geometridae.